# Demonax nishiyamai
Demonax nishiyamai là một loài bọ cánh cứng trong họ Cerambycidae.